# Moixama
La moixama (de l'àrab clàssic mušamma‘, ‘assecat’) és una salaó molt apreciada de la tonyina. De cada tonyina se'n treuen entre una i dues dotzenes de talls que es premsen i es fiquen durant un o dos dies en sal. L'endemà es netegen, es purguen durant un parell de dies, embolicats en sacs ben humits, i tot seguit es renten i s'assequen a l'aire lliure durant dues o tres setmanes, segons el vent. S'acostuma a servir en talls prims; de vegades tal qual, de vegades amanits amb oli d'oliva, i acompanyats de tomàquet o d'ametlles.